# افشین سبوکی
افشین سبوکی (زاده ۱۳۴۵ در شیراز) کاریکاتوریست ایرانی مقیم کانادا است. او با همکاری حمید غلامپور، اولین طراح ایرانی است که محمود احمدی نژاد رئیس‌جمهور ایران را به صورت انیمیشن طراحی کرده‌است.